# Padre Pio TV
Padre Pio TV, dawniej Tele Radio Padre Pio – katolicka stacja telewizyjną należącą do Zakonu Braci Mniejszych Kapucynów z San Giovanni Rotondo, miasta w prowincji Foggia we Włoszech, miejsca, w którym żył i zmarł słynny, stygmatyzowany i święty Ojciec Pio z Pietrelciny, któremu dedykowana jest ta stacja telewizyjna.

## Dyfuzja
Padre Pio TV nadaje za pośrednictwem naziemnej telewizji cyfrowej na terenie całych Włoch, na kanale 145, a także za pośrednictwem bezpłatnej telewizji satelitarnej za pośrednictwem satelity Eutelsat Hotbird 13F na pozycji 13,0° Wschód, na częstotliwości 11,662 MHz, transponder 158, DVB-S2 8PSK, słup pionowy, 27 500 Ms/s, 2/3, SID 16952 pod nazwą Padre Pio TV w formie niezakodowanej i całkowicie bezpłatnej. Audycja jest również transmitowana za pośrednictwem sieci radiowej w prowincji Foggia.
Od 13 października 2009 roku transmisje można oglądać także za pośrednictwem aplikacji mobilnej, a także online poprzez stronę internetową stacji telewizyjnej.

## Struktura
Padre Pio TV posiada kanał telewizyjny i stację radiową.

## Święci patroni

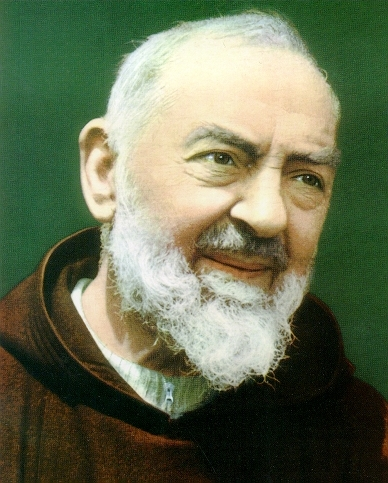
Ojciec Pio z Pietrelciny, patron stacji telewizyjnej

Matka Boża Łaskawa (po włosku: Santa Maria delle Grazie) jest uważana za współpatronkę telewizji Padre Pio. Patronem tego włoskiego kanału katolickiego jest święty Pio z Pietrelciny.
Włoska piosenkarka i prezenterka telewizyjna Raffaella Carrà, zagorzała wielbicielka Ojca Pio, uznawana była za matkę chrzestną kanału.

## Programy
- Modlitwa Jutrzni
- Modlitwa Anioł Pański odmawiana przez Ojca Pio
- Różaniec Święty z Ojcem Pio
- Wiadomości Watykańskie
- Transmisje z krypty Sanktuarium Ojca Pio
- Odmawianie Koronki Matki Bożej Płaczącej
- Odmawianie Koronki do Miłosierdzia Bożego
- Rozważania biblijne
- Modlitwa Nieszporna
- Błogosławieństwo Padre Pio
- Modlitwa kompletna